# Ernest Dickerson
Ernest Roscoe Dickerson (Newark, 25 juni 1951) is een Amerikaanse filmregisseur en Director of Photography. Hij regisseerde onder meer de films Juice (1992), Demon Knight (1995), Bones (2001) en Never Die Alone (2004). Ook regisseerde hij verschillende episodes uit de televisieseries Once Upon a Time, The Wire van David Simon, Dexter, The Walking Dead en Treme.

## Studie en Director of Photography
Dickerson studeerde architectuur aan de Howard University maar was daarnaast geïnteresseerd in film. Later verhuisde hij naar New York waar hij een opleiding volgde aan de Tisch School of the Arts. Hij ontmoette er zijn mede-student Spike Lee, met wie hij veel samen zou werken. Hun afstudeerfilm was Joe's Bed-Stuy Barbershop: We Cut Heads (1983), die werd gedraaid door Dickerson en geschreven, geproduceerd, gemonteerd en geregisseerd door Lee. De film won een studenten-oscar (Student Academy Awards).
Dickerson was de Director of Photography van een aantal videoclips, alvorens hij zijn eerste lange speelfilm draaide: The Brother from Another Planet (1984) van John Sayles.
Hij draaide acht afleveringen van de eerste twee seizoenen van George Romero’s televisieserie Tales from the Darkside en werd opnieuw benaderd door Spike Lee, om dit keer diens speelfilmdebuut te draaien: She's Gotta Have It (1986). Lee en Dickerson werkten daarna nog vijf keer samen als cameraman en regisseur: School Daze (1988), Do the Right Thing (1989), Mo' Better Blues (1990), Jungle Fever (1991) en Malcolm X

## Regie
In 1992 maakte Dickerson ook zijn debuut als regisseur met de misdaadfilm Juice. 
In 2003 begon hij afleveringen te regisseren van het tweede seizoen van The Wire, waarvoor hij een NAACP Image Award won.
In 2008 werkte hij nog een keer samen met Spike Lee. Voor Miracle at St Anna regisseerde Dickerson de Second Unit.
In 2016 regisseerde hij Double Play, de verfilming van het Nederlandstalige boek Dubbelspel van Frank Martinus Arion. De film, die zich net als de roman afspeelt op Curaçao, ging begin 2017 op het International Film Festival Rotterdam in premiere. 
- Bibliothèque nationale de France: cb14026950m (data)
- Gemeinsame Normdatei: 137632185
- International Standard Name Identifier: 0000 0000 3244 0124
- Library of Congress Control Number: n92050948
- Nationale Bibliotheek van Tsjechië: xx0152466
- Nationale Bibliotheek van Israël: 987007352039205171
- Nederlandse Thesaurus van Auteursnamen: 176914404
- SNAC: w6488c29
- Système universitaire de documentation: 113429797
- Union List of Artist Names: 500333516
- Virtual International Authority File: 7587457
- WorldCat: E39PBJv4hBMKR8WW7xjKDmDXh3